# Фондација Алмаги
Фондација Алмаги основана је 23. новембра 2011. године, ради афирмације угледа Математичке гимназије у Београду и унапређивања њеног развоја и стваралаштва, као и промоције и унапређења науке и образовања. Оснивач ове фондације је Математичка гимназија у Београду. 

## Делокруг рада
Делокруг Фондације Алмаги, поред афирмације угледа Математичке гимназије и унапређивања њеног развоја и стваралаштва, обухвата и рад на обезбеђивању квалитетних услова рада ученика и наставника, опремање школе савременом опремом, развој наставног подмлатка стипендирањем, награђивањем и специјализацијама, стипендирање и награђивање талентованих ученика, заједничке пројекте бивших и садашњих ученика, иницирање и подстицање окупљања бивших ученика Математичке гимназије, организовање предавања, организовање посета и сарадње са занимљивим фирмама и сл.

## Награде Фондације Алмаги
Фондација Алмаги установила је награде "Др Драгомир Димитријевић", "Др Олга Перковић" и "Михајло Спорић", које додељује ученицима Математичке гимназије за врхунске успехе постигнуте у одређеним областима. 

### Награда "Др Драгомир Димитријевић"
У знак сећања на Драгомира Димитријевића, бившег ученика и великог пријатеља Математичке гимназије, који је несебично волео и помагао Математичку гимназију, ученику Математичке гимназије који је имао најбољи успех на међународним олимпијадама из програмирања у текућој години, додељује се награда "Др Драгомир Димитријевић". 
| Година | Добитници награде "Др Драгомир Димитријевић" | Награда додељна                                                       |
| ------ | -------------------------------------------- | --------------------------------------------------------------------- |
| 2018   | Павле Мартиновић                             | за освојену сребрну медаљу на Међународној олимпијади из информатике  |
| 2019   | Младен Пузић и Јован Бенгин                  | за освојене бронзане медаље на Међународној олимпијади из информатике |
| 2021   | Матеј Вукелић                                | за освојену сребрну медаљу на Међународној олимпијади из информатике  |

### Награда "Др Олга Перковић"
Награда "Др Олга Перковић" установљена је у знак сећања на великог радника блиставог ума - бившу ученицу Математичке гимназије, која је основне студије завршила на City University of New York City College, докторирала физику на Cornell University и своју каријеру градила у светским фирмама, у којима је достигла позиције у највишим управљачким нивоима. Ова награда се додељује ученику Математичке гимназије који је имао најбољи успех на међународним олимпијадама из физике у текућој години.
| Година | Добитници награде "Др Олга Перковић" | Награда додељена                                                |
| ------ | ------------------------------------ | --------------------------------------------------------------- |
| 2018   | Игор и Марко Медведев                | за освојене сребрне медаље на Међународној олимпијади из физике |
| 2019   | Алекса Милојевић                     | за освојену сребрну медаљу на Међународној олимпијади из физике |
| 2021   | Душан Бегуш                          | за освојену сребрну медаљу на Међународној олимпијади из физике |

### Награда "Михајло Спорић"
Награда "Михајло Спорић" установљена је 2021. године, у спомен на Михајла Спорића, изузетног такмичара и ученика Математичке гимназије који је матурирао 2016. године, када је освојио и златну медаљу на Међународној олимпијади из физике. Награда "Михајло Спорић" додељује се најуспешнијем ученику Математичке гимназије у Београду у текућој години. 
Први пут ова награда додељена је 29. децембра 2021. године, и то Добрици Јовановићу, ђаку генерације и добитнику две златне медаље на Међународној олимпијади из математике (2020. и 2021. године), који је по завршетку Математичке гимназије постао студент МИТ-а.